# Sulmin
Sulmin (niem. Richthof, kaszub. Sulmino) – wieś kaszubska w Polsce położona w województwie pomorskim, w powiecie kartuskim, w gminie Żukowo na turystycznym Szlaku Kartuskim. Wieś posiada połączenie autobusowe z Kartuzami przez Żukowo. W miejscowości znajduje się Klub Sportowy Sulmin oraz jednostka Ochotniczej Straży Pożarnej. Na 2016 planowano rewaloryzację zabytkowego parku podworskiego.

## Historia
Miejscowość wzmiankowana po raz pierwszy w 1340 r., kiedy to Krzyżacy nadali jej 40 włók ziemi. Wieś królewska w powiecie gdańskim województwa pomorskiego w II połowie XVI wieku. W okresie Rzeczypospolitej szlacheckiej Sulmin był królewszczyzną, częstą zmieniającą dzierżawców (jednym z nich był Eduard Friedrich von Conradi). W 1808 r. we wsi osiedlił się i wybudował dwór Carl Friedrich Gralath.
W latach 1949–1950 w dawnym kościele poewangelickim znajdowało się Małe Seminarium Duchowne Polskiego Narodowego Kościoła Katolickiego, będące prywatną kościelną szkoła średnią.
W 1979 kościół został kupiony na własność przez rzeźbiarza Włodzimierza Wieczorkiewicza i jego żonę Jolantę Cerebież-Tarabicką, którzy odrestaurowali go w latach 1980-1985, adaptując na cele mieszkalne oraz urządzając w nim prywatną galerię sztuki (Galeria Sulmin). W 2005 wybuchł pożar, który strawił dachy i wnętrze galerii. Nowi właściciele Alicja Solarewicz-Zawierucha i Mariusz Zawierucha ponownie odrestaurowali kościół i we wrześniu 2012 ponownie otworzyli tu prywatną galerię. Obecnie Galeria Sulmin mieści trzy niezależne ekspozycje, a w głównej sali odbywają się koncerty.
W latach 1945–1998 miejscowość administracyjnie należała do województwa gdańskiego.

## Zabytki
Według rejestru zabytków NID na listę zabytków wpisane są:
- kościół ewangelicki, obecnie galeria sztuki, k. XIX w., nr rej.: 735 z 11.10.1976
- dawny cmentarz ewangelicki, k. XIX w., nr rej.: A-1891 z 28.02.2013
- kaplica grobowa rodziny Gralath, pocz. XIX w., nr rej.: j.w.
- park dworski, pocz. XIX w., nr rej.: A-1891 z 28.02.2013 (dec. → d. cmentarz ewangelicki)
- oficyna, 2 poł. XIX w., nr rej.: j.w.

Grobowiec rodzinny potomków Daniela Gralatha (burmistrza Gdańska) wybudowany został w 1818 przez mistrza murarskiego Koeniga, mistrza blacharskiego Trimtera oraz czeladników murarskich o nazwiskach Sasse i Bornack. Wyremontowany od sierpnia do grudnia 2012 ze środków budżetu Gdańska, skrywa zwłoki Carla Friedricha Gralatha (zm. 1818), Jamesa Balfoura (zm. 1849), Georga Friedricha Gralatha (zm. 1853), Emilii Julii Gralath (zm. 1863), Stanislausa Carla Gralatha (zm. 1864), Ernestyny Amalii Foller (zm. 1867) oraz Marii Maquet (zm. 1907).